# Aglomeração urbana do Litoral Norte
A Aglomeração Urbana do Litoral Norte (AULINORTE, AULINOR ou AULN) é uma aglomeração urbana do estado brasileiro do Rio Grande do Sul instituída pela Lei Complementar Estadual 12.100/2004.
É constituída oficialmente por 20 municípios: Arroio do Sal, Balneário Pinhal, Capão da Canoa, Capivari do Sul, Caraá, Cidreira, Dom Pedro de Alcântara, Imbé, Itati, Mampituba, Maquiné, Morrinhos do Sul, Osório, Palmares do Sul, Terra de Areia,Torres, Tramandaí, Três Cachoeiras, Três Forquilhas e Xangri-lá.
Os municípios que compõe a AULINORTE costumam ser agrupados em outras diferentes delimitações espaciais, sendo as mais comuns: Associação dos Municípios do Litoral Norte (AMLINORTE);  Conselho Regional de Desenvolvimento Litoral (COREDE) Litoral; Comitê da Bacia Hidrográfica do Rio Tramandaí (CBHT); Coordenadoria Regional de Educação Osório (CRE 11); Coordenadoria Regional de Saúde Osório (CRS 18); Microrregião de Osório e Região Funcional de Planejamento 4.

## Dados gerais
A Aglomeração Urbana do Litoral Norte, composta por 20 municípios, foi criada em 2004 a partir da Lei Complementar Estadual 12.100/2004, uma iniciativa do secretário de Habitação e Desenvolvimento Urbano, Alceu Moreira, que foi encaminhada, via Metroplan, para a Assembléia Legislativa, e sancionada pelo governador Germano Rigotto, em 27 de maio..  
As praias do Litoral Norte recebem grande fluxo de turistas de dezembro a março. Isto é reflexo do clima subtropical típico do Rio Grande do Sul. 
O Litoral Norte recebeu um grande fluxo de migrantes e foi uma das regiões gaúchas de maior crescimento demográfico nos últimos vinte anos. Cada vez mais, a urbanização é intensa, sobretudo no cordão urbanizado que se estende de Arroio Teixeira à Nova Tramandaí. 
A população residente, segundo o censo IBGE de 2010, é de 284.046 habitantes, distribuídos em uma área de 5.136,723 km². Com isso, sua densidade demográfica é de 55,3 hab/km².
O maior município em área da AULN é Palmares do Sul (1.091,43 km²). Imbé é o menor município (39,34 km²). Osório, Tramandaí, Capão da Canoa e Torres são os municípios mais populosos da região. Mampituba (208 km) e Torres (198 km) são os municípios mais distantes da capital do Estado, tendo como principais vias de acesso a estes a BR-101 e a ERS-389 (conhecida como Estrada do Mar). Osório (via BR-290) e Balneário Pinhal (via ERS-040), ambos a 99 km de distância, são os mais próximos a Porto Alegre.

## Geografia Física

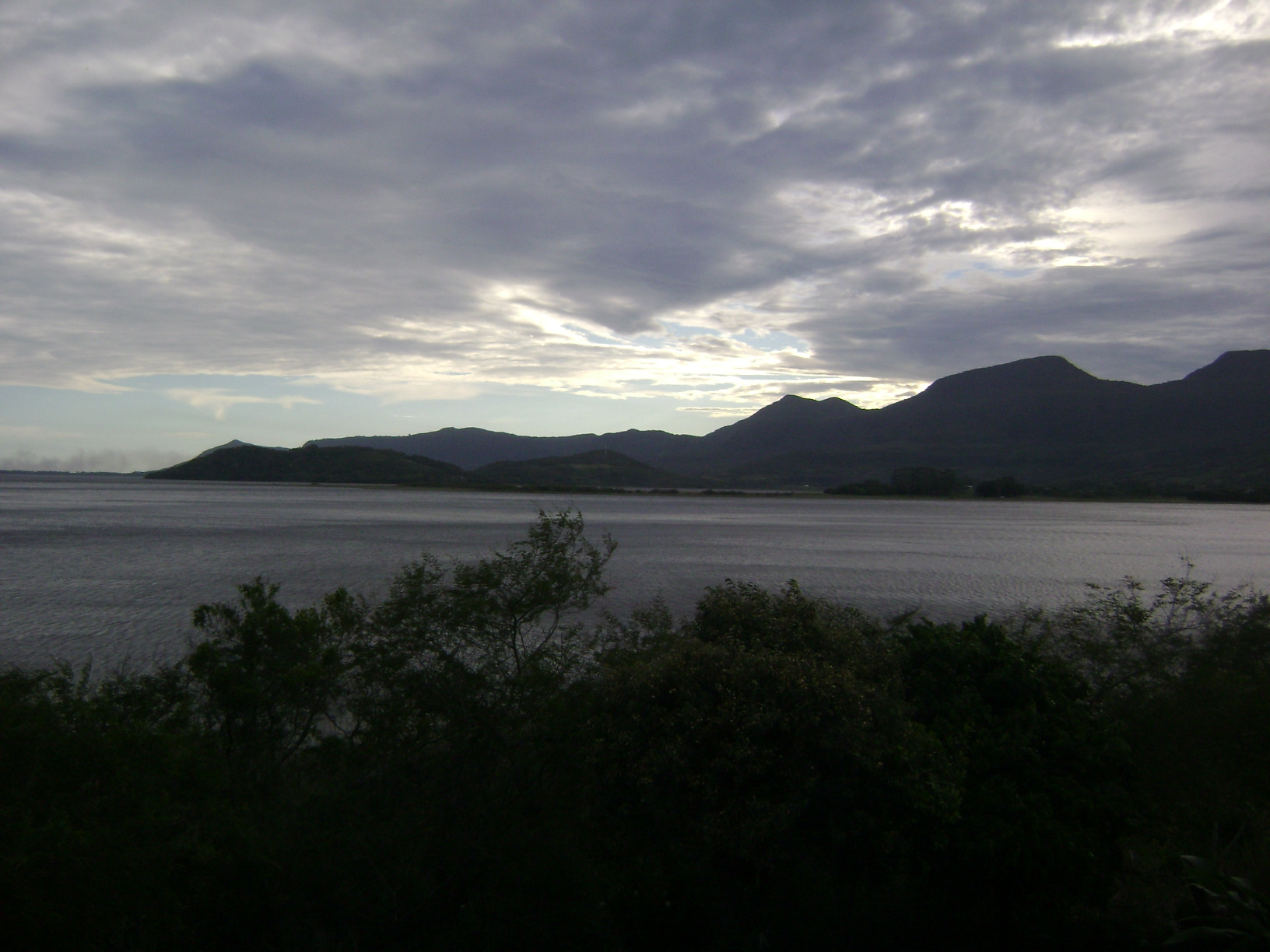
Lagoa Pinguela, município de Osório

O relevo do Litoral Norte é composto por duas unidades distintas de relevo: na porção ocidental, a borda do Planalto Meridional (com a presença de pontos remanescentes de Mata Atlântica); e na porção oriental, uma extensa planície, com um vasto complexo de lagoas e o mais extenso cordão litorâneo contínuo do mundo, além de presença de dunas (mais constantes nas áreas de Cidreira, Balneário Pinhal e Palmares do Sul). Esta divisão de sistemas morfológicos é percebida quando percorremos a BR-101, onde, de um lado, estão os morros, e do outro, as lagoas e planícies. Algumas áreas de campos limpos também são encontradas ao longo da região. A extensa reta da orla litorânea apresenta uma interrupção no município de Torres, com a Praia da Guarita, o Morro do Farol e as praias Grande, da Cal, Prainha e dos Molhes. Lá também está localizada a única ilha oceânica gaúcha: a Ilha dos Lobos, a menor unidade de conservação brasileira, e que serve de refúgio para leões marinhos em determinadas épocas do ano. 
As condições peculiares de relevo e o cordão de lagoas impedem a formação de rios de curso normal. Apenas o Rio Mampituba, na divisa com Santa Catarina, é que apresenta nascente, curso e foz. No entanto, há um canal natural de ligação entre diversas lagoas, sobretudo entre as lagoas Pinguela e dos Quadros. Dezenas de lagoas são encontradas em toda a extensão da região. As principais são a Lagoa Itapeva (região de Torres), a Lagoa dos Quadros (região de Capão da Canoa e Maquiné), a Lagoa Pinguela (região de Osório) e a Lagoa dos Barros (região de Osório). Ainda merecem citação as lagoas do Casamento, da Custódia, do Caconde, da Fortaleza, do Rincão, da Porteira, Charqueada e Tramandaí.
O clima da região é influenciado por alguns resquícios da influência da Massa Tropical Atlântica. No entanto, fortes ventos vindos da direção nordeste influenciam o clima em certas épocas do ano (este vento é popularmente conhecido como “nordestão”, e incide muitas vezes na temporada de veraneio (entre os meses de dezembro e março), causando incômodo aos turistas e veranistas. As temperaturas médias variam entre 30°C no verão e 10°C no inverno. As chuvas são regularmente distribuídas ao longo do ano.

## Geografia humana e socioeconômica
A ocupação humana do Litoral Norte ocorreu a partir do século XVIII, através da colonização açoriana, portuguesa e africana, e, mais tarde, por etnias como alemães, italianos, poloneses e japoneses. A partir do século XX, diferentes fatores, como a potencialidade turística e a sazonalidade, deram impulso ao crescimento econômico e geográfico da região.
O crescimento demográfico do Litoral Norte, nos últimos dez anos, foi acima da média estadual e nacional. Em 2000, por exemplo, a taxa de crescimento da população era de 2,84%, superior à média nacional (1,63%) e à do Rio Grande do Sul (1,23%). Sete dos dez municípios gaúchos com maior acréscimo na população estão localizados na região. São eles: Arroio do Sal, Balneário Pinhal, Capão da Canoa, Cidreira, Imbé, Torres e Xangri-lá. Estão localizados junto à orla marítima, ao contrário dos municípios localizados na área lacustre e encosta do Planalto, cuja população está predominantemente ligada à produção primária.

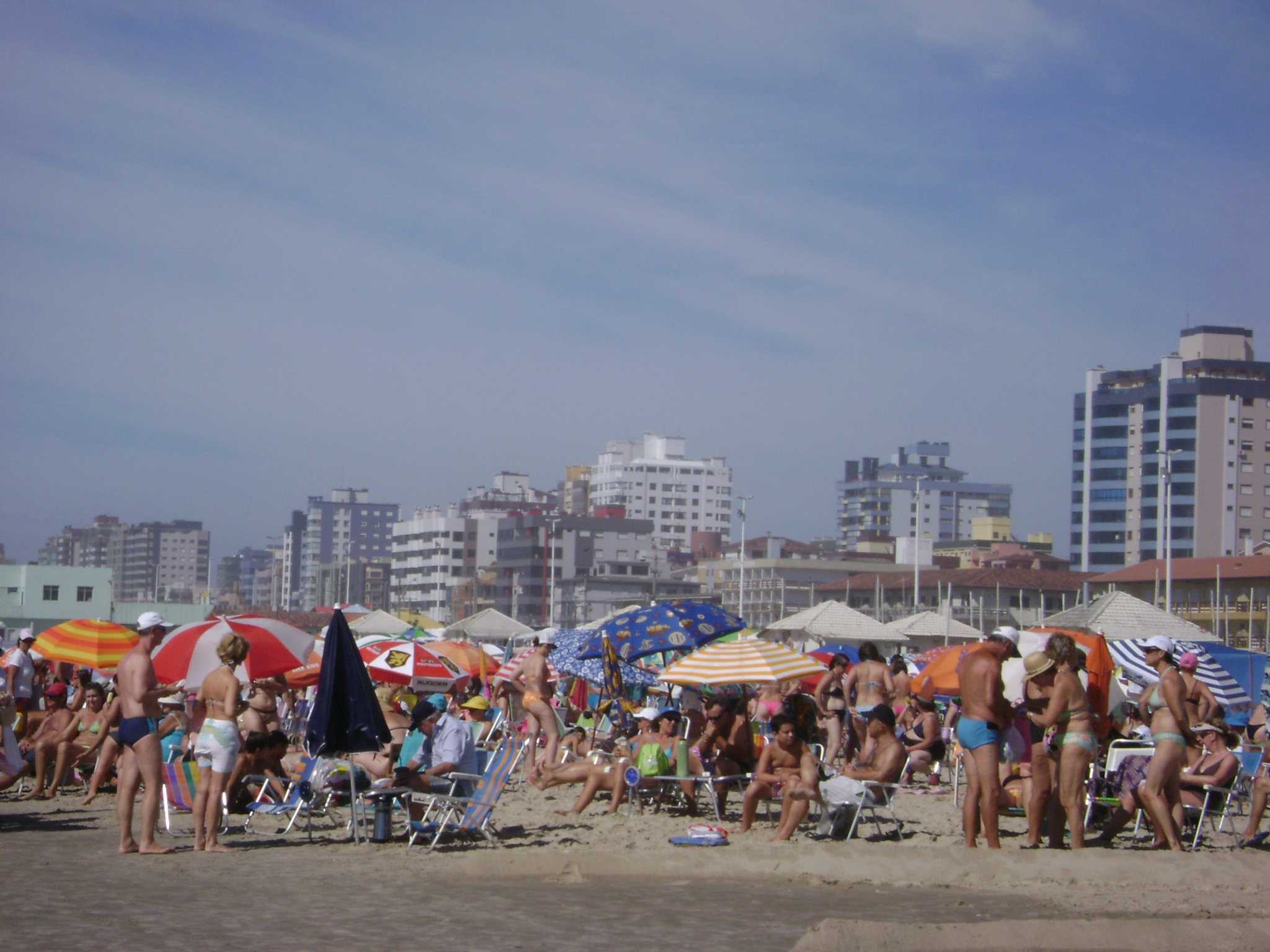
Orla marítima de Capão da Canoa, na temporada de verão

O desenvolvimento da ocupação humana no Litoral Norte pode ser dividido em quatro etapas. A primeira, que foi de 1732 a 1900, tinha como função principal o estabelecimento de estâncias e fazendas; campos e lagoas eram os elementos característicos da natureza da época. De 1900 a 1940, ocorreu a segunda etapa de ocupação, com a instalação de balneários para fins terapêuticos; o elemento-síntese da natureza local era o mar. Na terceira etapa (1940-1980), surgiram os balneários que serviam de segunda residência durantes os meses de veraneio; as casas instaladas – chalés de madeira e casa de alvenaria – eram estabelecidas em um ambiente vinculado ao mar e à praia. Por fim, a etapa atual (desde 1980), onde as cidades se afirmaram através da verticalização e dos condomínios horizontais; as lagoas passaram a ser incorporadas à síntese da natureza local.
Nas duas últimas décadas, as emancipações ocorridas na região induziram o fluxo migratório, acarretando no aumento da demanda por produtos e serviços locais. Alguns municípios tiveram um grande desenvolvimento do setor imobiliário, com investimentos em loteamentos, condomínios horizontais e prédios voltados para os mercados de alta e média renda, com a finalidade de realização de lazer e recreação durante todo o ano.

### Classificação socioeconômica dos municípios
De acordo com os perfis socioeconômicos, os municípios do Litoral Norte podem ser classificados em quatro grupos: 
1. Urbano permanente - Municípios urbanos com população permanente: Torres, Capão da Canoa, Osório e Tramandaí.
2. Urbano segunda residência - Municípios urbanos com população sazonal:  Arroio do Sal, Xangri-lá, Imbé, Cidreira e Balneário Pinhal.
3. Urbano Agroindustrial - Municípios urbanos com população permanente ocupada com atividades agroindustriais: Capivari do Sul e Palmares do Sul.
4. Rural - Municípios rurais: Caraá, Terra de Areia, Itati, Maquiné, Três Forquilhas, Três Cachoeiras, Morrinhos do Sul, Dom Pedro de Alcântara e Mampituba.